# Oita Urban Classic
 (décembre 2024).
L'Oita Urban Classic est une course cycliste d'un jour disputée au Japon. Créée en 2018, elle fait partie du calendrier de l'UCI Asia Tour en catégorie 1.2.
La course se déroule sur un circuit urbain autour du stade d'Oita sur l'île de Kyushu. Le critérium d'Oita Ikoinomichi se déroule la veille de la course qui a lieu généralement fin septembre ou début octobre. En 2019, elle a lieu en août pour éviter tout conflit avec la Coupe du monde de rugby 2019 qui utilise le stade d'Oita. En raison de la pandémie de COVID-19, l'édition 2020 est annulée.

## Palmarès
| Année | Vainqueur         | Deuxième              | Troisième       |
| ----- | ----------------- | --------------------- | --------------- |
| 2018  | Masahiro Ishigami | Shoi Matsuda          | Takeaki Amezawa |
| 2019  | Drew Morey        | Maral-Erdene Batmunkh | Evan Burtnik    |
| 2021  | Francisco Mancebo | Masaki Yamamoto       | Yūma Koishi     |
| 2022  | Ryuki Uga         | Takayuki Abe          | Itsuki Koide    |
| 2023  | Ryan Cavanagh     | Kane Richards         | Drew Morey      |
| 2024  | Jeroen Meijers    | Masaki Yamamoto       | Rubén Acosta    |